# 刘文起
刘文起（6世纪—619年10月18日），徐州彭城县（今江苏省徐州市）人，世居京兆郡武功县，隋朝至唐初政治人物。

## 生平
刘文静是唐朝的开国功臣，官至民部尚书、鲁国公，刘文起官至通直散骑常侍。刘文静自认为才智谋略与功勋比裴寂高，但他的职位却比裴寂低，心中愤恨不平。每在朝堂议政，裴寂赞同的事，刘文静必定反对，还经常羞辱裴寂，二人因此不和。刘文静与刘文起一起喝酒，喝酒多了不禁发怨气，拔刀砍柱子，说道：“应当砍了裴寂的脑袋！”他家里多次出现怪异之事，刘文起召来巫师在星光下披散头发、口中衔刀来避邪。刘文静有侍妾失宠，让哥哥上告刘文静要谋反。李纲、萧瑀都说明刘文静没有谋反，秦王李世民替刘文静求情。唐高祖采纳了裴寂的意见。武德二年（619年）九月初六，刘文静与刘文起因罪被处死，家产全部没收入官。

## 家族
祖父刘懿，北周石州刺史。父刘昭，隋上儀同三司。兄刘文静。